# Svitava (Cvikov)
Svitava (německy Zwitte) je malá vesnice v podhůří Lužických hor, která je jednou z částí města Cvikova v okrese Česká Lípa v Libereckém kraji. Obcí protéká stejnojmenný potok, níže nazývaný říčkou Svitavka.

## Historie
První písemná zmínka o vesnici pochází z roku 1579. V 16. století byla vesnice spravovaná rychtářem součástí sloupského panství. Stával zde hamr na železnou rudu, přestavěný později na mlýn.
Roku 1725 byla na spodní části postavena kaplička Nanebevzetí Panny Marie, k níž byly organizovány každoročně církevní slavnosti. Zchátralá stavba byla roku 1923 odstraněna, opodál byla postavena nová.
V roce 1756 (či 1767) zde nechal hrabě Josef Jan Maxmilián Kinský stranou obce postavit brusírnu zrcadel. Patřila zprvu ke statku ve Svitavě, avšak v roce 1842 byla administrativně připojena k obci Lindava. Během sedmileté války v lese u Svitavy tábořila pruská vojska, došlo k první epidemii cholery. Druhá byla o 6 let později, následována epidemii neštovic. Pohromu znamenaly také časté povodně obcí protékající Svitavky. V roce 1899 byly na tomto území velké císařské vojenské manévry za účasti císaře Františka Josefa I.
V roce 1945 bylo v obci napočítáno 35 obytných stavení se 150 lidmi, dále pila, kovárna a řada řemeslných živností, 13 zemědělských usedlostí, obchod a hostinec. Po odsunu Němců se vesnice vylidnila. Roku 1960 byla administrativně přičleněna k Lindavě a v roce 1981 k městečku Cvikov. Začátkem 21. století zde zůstalo 19 domů a 30 stálých obyvatel.

## Pamětihodnosti
- Pískovcová socha sv. Jana Nepomuckého u cesty do Sloupu v Čechách
- Celá oblast podél Svitavky směrem k Velenicím a Zákupům je protkaná mnoha jeskyněmi, většinou umělými. Údajně zde žili středověcí mniši. Za druhé světové války v některých prostorách vězni vyráběli kulomety a díly do letadel, pak zde byly sklady zeleniny. Komplex jeskyní nazývaný Pusté kostely je od roku 2003 v jedné části zčásti využit a znám jako Pekelné doly, středisko motorkářů díky úpravě s restaurací. Další část jeskyní u říčky Svitavka blíže k Velenicím je volně přístupná, v mapě je označena Pustý kostel.[7] Na jeskyně navazují uvnitř dlouhé chodby, z nichž jedna byla podzemním kanálem se dvěma koryty.[8][9]
- Po silnici kolem jeskyní od Lindavy, Svitavy do Velenic vede cyklostezka č. 3055
- Přibližně 1,5 km severním směrem od středu obce se tyčí 554 metrů vysoký vrch Ortel.